# L'Extraordinaire Voyage du fakir qui était resté coincé dans une armoire Ikea (roman)
Pour les articles homonymes, voir L'Extraordinaire Voyage du fakir qui était resté coincé dans une armoire Ikea.
L'Extraordinaire Voyage du fakir qui était resté coincé dans une armoire Ikea est un roman de Romain Puértolas paru le 21 août 2013 aux éditions Le Dilettante. L’œuvre a été adaptée au cinéma par Ken Scott dans L'Extraordinaire Voyage du fakir, sorti en salles en 2018.
La même année, l'auteur publie une suite intitulée Les Nouvelles Aventures du fakir au pays d'Ikea.

## Résumé
Un fakir indien vient à Paris acheter un lit à clous dans un magasin Ikea. Ce pauvre homme, malhonnête et manipulateur, comme le veut son métier, se retrouve coincé dans des conditions loufoques dans une armoire et commence un long périple. Un taxi gitan qui veut sa peau, un groupe de clandestins soudanais avec qui le héros liera une amitié et surtout une rencontre, celle d'une jeune française, Marie, qui va être un des multiples électrochocs du fakir durant son voyage. Ce voyage pour le moins hors du commun sera l'occasion de remettre en question la place de l'immigration et des clandestins dans la société actuelle.

## Réception critique
L'Extraordinaire Voyage du fakir qui était resté coincé dans une armoire Ikea est le second roman publié par Romain Puértolas, après Le Jour où Shakespeare a inventé le moonwalk, publié en auto-édition en 2012, mais le premier publié par une maison d'édition. Il a reçu un accueil plutôt favorable de la critique qui a souligné l'humour du livre,,. Jérôme Garcin résume l'ouvrage en le comparant à l'humour des Monty Python ou la collision de « Voltaire à Groland ». Le roman est au début septembre 2013 considéré comme un phénomène d'édition avec des droits de traductions acquis dans trente pays dès avant sa parution originale en France[réf. à confirmer]. D'après son auteur, le roman aurait été écrit sur un téléphone portable dans le RER.